# Xã Damascus, Quận Wayne, Pennsylvania
Xã Damascus (tiếng Anh: Damascus Township) là một xã thuộc quận Wayne, tiểu bang Pennsylvania, Hoa Kỳ. Năm 2010, dân số của xã này là 3.659 người.